# Amadil
Az Amadil női név valószínűleg spanyol eredetű, az Amáta Amada alakjának kicsinyítőképzős származéka, jelentése ebben az esetben: kedves, szeretett; de lehet az Amábel és az Amadea keveredése is.

## Rokon nevek
Amáta

## Gyakorisága
Az újszülötteknek adott nevek körében az 1990-es években szórványosan fordult elő. A 2000-es és a 2010-es években sem szerepelt a 100 leggyakrabban adott női név között.
A teljes népességre vonatkozóan az Amadil sem a 2000-es, sem a 2010-es években nem szerepelt a 100 leggyakrabban viselt női név között.

## Névnapok
január 5. február 20. szeptember 13.